# Mercier (Radsportteam)

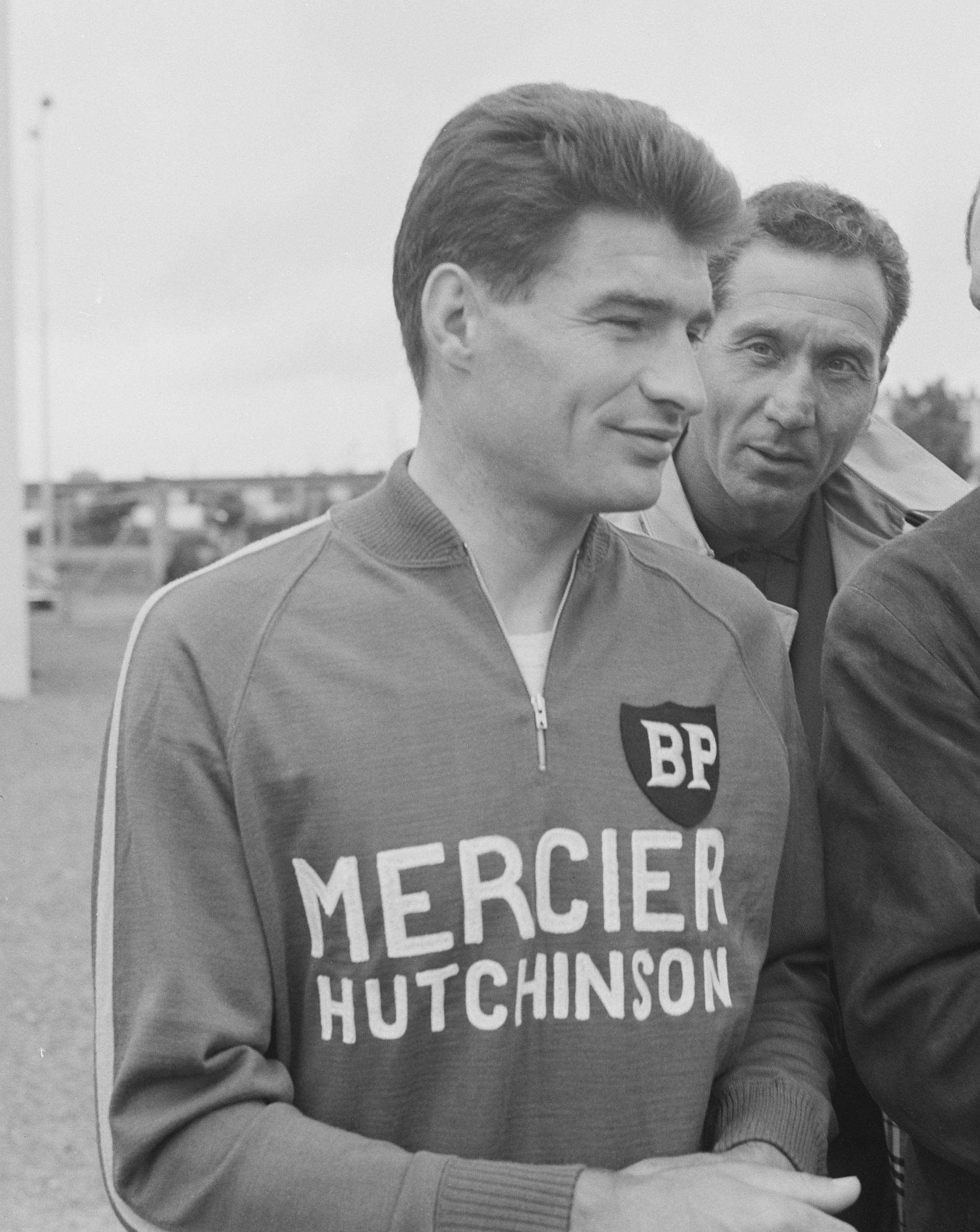
Raymond Poulidor bei der Tour de France 1966

Mercier war ein französisches Radsportteam, das von 1935 bis 1984 bestand.
Die Mannschaft wurde durch den Fahrradhersteller Mercier im Jahre 1935 gegründet. Der Name wechselte dabei entsprechend den jeweiligen zweiten Hauptsponsoren: In den 50er-Jahren British Petroleum, gefolgt vom spanischen  Haushaltsgerätehersteller Fagor, ab 1972 die Versicherung GAN, Ende der 70er-Jahre der Speiseeisfabrikant Miko und schließlich die Konsumentengenossenschaft Coop. Zum Saisonende 1984 wurde das Team aufgelöst.
Eng verbunden war die Mannschaft mit dem ewigen Zweiten der Tour de France Raymond Poulidor, der während seiner gesamten Karriere für Mercier fuhr. Poulidor gewann während seiner Karriere für Mercier u. a. Mailand–Sanremo 1961 und die Vuelta a España 1964. Sportlicher Leiter in dieser Zeit war Antonin Magne, dem vorgeworfen wurde, sich alleine auf Poulidor konzentriert zu haben. Bei einem Abendessen zu seinen Ehren verkündete der damalige Mercier-Chef Edmund Mercier das Ende der Tätigkeit Magnes für das Team.
Zu den weiteren Erfolgen der Mannschaft zählen drei Siege der Flandern-Rundfahrt (darunter zweimal durch Rik Van Steenbergen), fünf Siege bei Paris-Roubaix (zweimal Van Steenbergen), drei Siege bei Lüttich–Bastogne–Lüttich, drei weitere Siege bei Mailand-Sanremo und die Gesamtwertungssiege bei der Vuelta a España 1965 durch Rolf Wolfshohl und 1979 durch Joop Zoetemelk. Das Team gewann bei 21 Tour-de-France-Teilnahmen insgesamt 40 Etappen.